# トレカザーリ
トレカザーリ（伊: Trecasali）は、イタリア共和国エミリア＝ロマーニャ州パルマ県シッサ・トレカザーリに属する分離集落（フラツィオーネ）。
かつては独立したコムーネであったが、2014年1月1日にシッサと合併して新自治体の一部となった。

## 地理

### 位置・広がり

#### 隣接コムーネ
コムーネとしてのトレカザーリは、以下のコムーネと隣接していた。
- フォンタネッラート
- パルマ
- サン・セコンド・パルメンセ
- シッサ
- トッリーレ